# Земельно-водная государственная корпорация Австралии
Земельно-водная государственная корпорация Австралии являлось государственным агентством, учреждённым в соответствии с Законом о сырьевой промышленности и энергетических исследований и разработок от 1989 года. Основное внимание уделялось организации и финансированию научных исследований и разработок по улучшению долгосрочных производственных мощностей, устойчивого использования, управления и сохранения земли в Австралии, воды и растительных ресурсов.
Она также координировала научно-исследовательские программы, такие как Управление изменчивости климата и Национальная программа по устойчивой ирригации.